# چاه مشاع شماره دو مارموهک عبدی
چاه مشاع شماره دو مارموهک عبدی یک منطقهٔ مسکونی در ایران است که در دهستان حومه (گناباد) واقع شده‌است. چاه مشاع شماره دو مارموهک عبدی ۶ نفر جمعیت دارد.